# Montreux Open 2024
Il Montreux Open 2024, noto anche come Montreux Nestlé Open per motivi di sponsorizzazione, è un torneo di tennis femminile giocato sui campi in terra rossa all'aperto. È la 7ª edizione del torneo, facente parte della categoria WTA 125 nell'ambito del WTA Challenger Tour 2024. Il torneo si gioca al Montreux Tennis Club di Montreux in Svizzera dal 2 all'8 settembre 2024. Il torneo viene aumentato di livello dopo che precedentemente ha fatto parte dell'ITF Women's World Tennis Tour.

## Partecipanti singolare

### Teste di serie
| Nazionalità | Giocatrice          | Ranking* | Testa di serie |
| ----------- | ------------------- | -------- | -------------- |
| Argentina   | María Carlé         | 83       | 1              |
| Francia     | Océane Dodin        | 86       | 2              |
| Francia     | Chloé Paquet        | 97       | 3              |
| Spagna      | Nuria Párrizas Díaz | 100      | 4              |
| Serbia      | Olga Danilović      | 110      | 5              |
| Germania    | Tamara Korpatsch    | 111      | 6              |
| Romania     | Irina-Camelia Begu  | 130      | 7              |
| Germania    | Ella Seidel         | 133      | 8              |

* Ranking al 26 agosto 2024.

### Altre partecipanti
Le seguenti giocatrici hanno ricevuto una wildcard per il tabellone principale:
- Krystina Dzmitruk
- Petra Marčinko
- Valentina Ryser
- Simona Waltert

La seguente giocatrice è subentrata in tabellone come alternate:
- Louisa Chirico

Le seguenti giocatrici sono entrate nel tabellone principale passando dalle qualificazioni:
- Amina Anšba
- Jenny Dürst
- Anouk Koevermans
- Camilla Rosatello

Le seguenti giocatrici sono state ripescate in tabellone come lucky loser:
- Carole Monnet
- Kathinka von Deichmann

### Ritiri
Prima del torneo
- Olga Danilović → sostituita da  Kathinka von Deichmann
- Océane Dodin → sostituita da  Carole Monnet
- Varvara Lepchenko → sostituita da  Louisa Chirico

## Partecipanti doppio

### Teste di serie
| Nazione     | Giocatrice        | Nazione | Giocatrice           | Ranking* | Testa di serie |
| ----------- | ----------------- | ------- | -------------------- | -------- | -------------- |
| Italia      | Camilla Rosatello | Belgio  | Kimberley Zimmermann | 179      | 1              |
| Stati Uniti | Quinn Gleason     | Brasile | Ingrid Martins       | 188      | 2              |

* Ranking al 26 agosto 2024.

### Altre partecipanti
Le seguenti coppie di giocatrici hanno ricevuto una wild card per il tabellone principale:
- Céline Naef /  Jil Teichmann

## Campionesse

### Singolare
Irina-Camelia Begu ha sconfitto in finale  Petra Marčinko con il punteggio di 1-6, 6-3, 6-0.

### Doppio
Quinn Gleason /  Ingrid Martins hanno sconfitto in finale  María Carlé /  Simona Waltert con il punteggio di 6-3, 4-6, [10-7].